# Chris Carter
Vernon Christopher »Chris« Carter, ameriški bejzbolist, * 18. december 1986, Redwood City, Kalifornija, ZDA.

## Srednješolska kariera
Carter je pred vstopom v poklicni bejzbol obiskoval srednjo šolo Sierra Vista High School v Las Vegasu, kjer je leta 2005 tudi osvojil prvenstvo zvezne države Nevada.

## Poklicna kariera

### Chicago White Sox
Carter je bil izbran v 15. krogu nabora lige MLB leta 2005. Svojo poklicno kariero je še istega leta začel s podružnico ekipe Bristol White Sox na stopnji Short Season. Odbil je 10 domačih tekov in domov poslal skupno 37 tekov. V naslednji sezoni je igral za ekipi  v mestih Great Falls in Kannapolis in skupno zbral 16 domačih tekov in domov poslal 63 tekov. Leta 2007 je prav tako igral v Kannapolisu in odbil 25 domačih tekov ter domov poslal 93 tekov. Po koncu tiste sezone je bil poslan k ekipi Arizona Diamondbacks v zameno za  Carlosa Quentina.

### Oakland Athletics
Že 2. tedna po tem, ko je bil poslan v Phoenix, je bil nato ponovno udeležen v menjavi igralcev, ki je skupno spremenila domovanje osmih igralcev in v Arizono pripeljala Dana Harena. Leta 2008 je tako igral za ekipo Stockton Ports in odbil 39 domačih tekov ter domov poslal 104 teke. Imenovan je bil za novinca leta v ligi California League. Leto 2009 je razdelil med stopnjama Double-A v Midlandu in Triple-A v Sacramentu in odbijal s povprečjem 0,329, imel 28 domačih tekov in domov poslal 115 tekov. Med letoma 2008 in 2009 ga je Baseball America imenovala za enega izmed 10. najboljših v klubu. Prav tako je med tema letoma dobil priznanje za Igralca leta kluba v nižjih podružnicah kluba. 20. novembra 2009 je bil postavljen na seznam 40-ih mož ekipe. Leta 2009 je bil imenovan za "Pod črto najboljšega odbijalca leta nižjih podružnic".
9. avgusta 2010 je bil povišan v ligo MLB, a mu v svoji prvi tekmi ni uspelo zabeležiti udarca v polje. Teden kasneje je bil poslan v Sacramento, saj mu v 19 odbijalskih nastopih z 12 izločitvami z udarci ni uspelo zabeležiti udarca v polje. Po koncu sezone v Sacramentu je bil ponovno vpoklican v Oakland. Svoj osebni niz brez udarca v polje v 33-ih poskusih je prekinil šele 20. septembra. 
22. septembra 2010 je odbil svoj prvi domači tek v ligi MLB na tekmi proti ekipi Chicago White Sox, po koncu tiste sezone pa igral v zimski ligi v Venezueli.
6. julija 2012 je v 11. menjavi tekme  proti ekipi Seattle Mariners kot odbijalec s klopi odbil svoj 3. domači tek sezone.